# ويكهم هيث (باركشير)
ويكهم هيث (بالإنجليزية: Wickham Heath)‏ هي قرية تقع في المملكة المتحدة في جنوب شرق إنجلترا.